# 花蛞蝓
绣花蛞蝓（学名：Meghimatium pictum），是柄眼目黏液蛞蝓科Meghimatium属的一种。主要分布于台湾，常栖息在喜潮湿落叶。